# Mogens Balle (musiker)
Mogens Balle er en dansk musiker med pianoet som hovedinstrument, men spiller tillige orgel, harmonika, guitar og bas. Mogens Balle har spillet keyboard i Bamses Venner i perioden 1979 - 1985. Han har endvidere spillet i bands som Fenders, Klüvers Big Band, Big Joe Band, Soul Meeting, Punkt 22, Harbo Band og Heartbreak Hotel m.fl.
Mogens Balle har skrevet melodierne til "Kirsebær i håret", "Sig du vil" fra 1981 og andre sange sammen med Flemming "Bamse" Jørgensen.
Han er i dag ansat som musiklærer, er tekstforfatter og beskæftiger sig endvidere med audiomarketing.